# 무쓰레섬

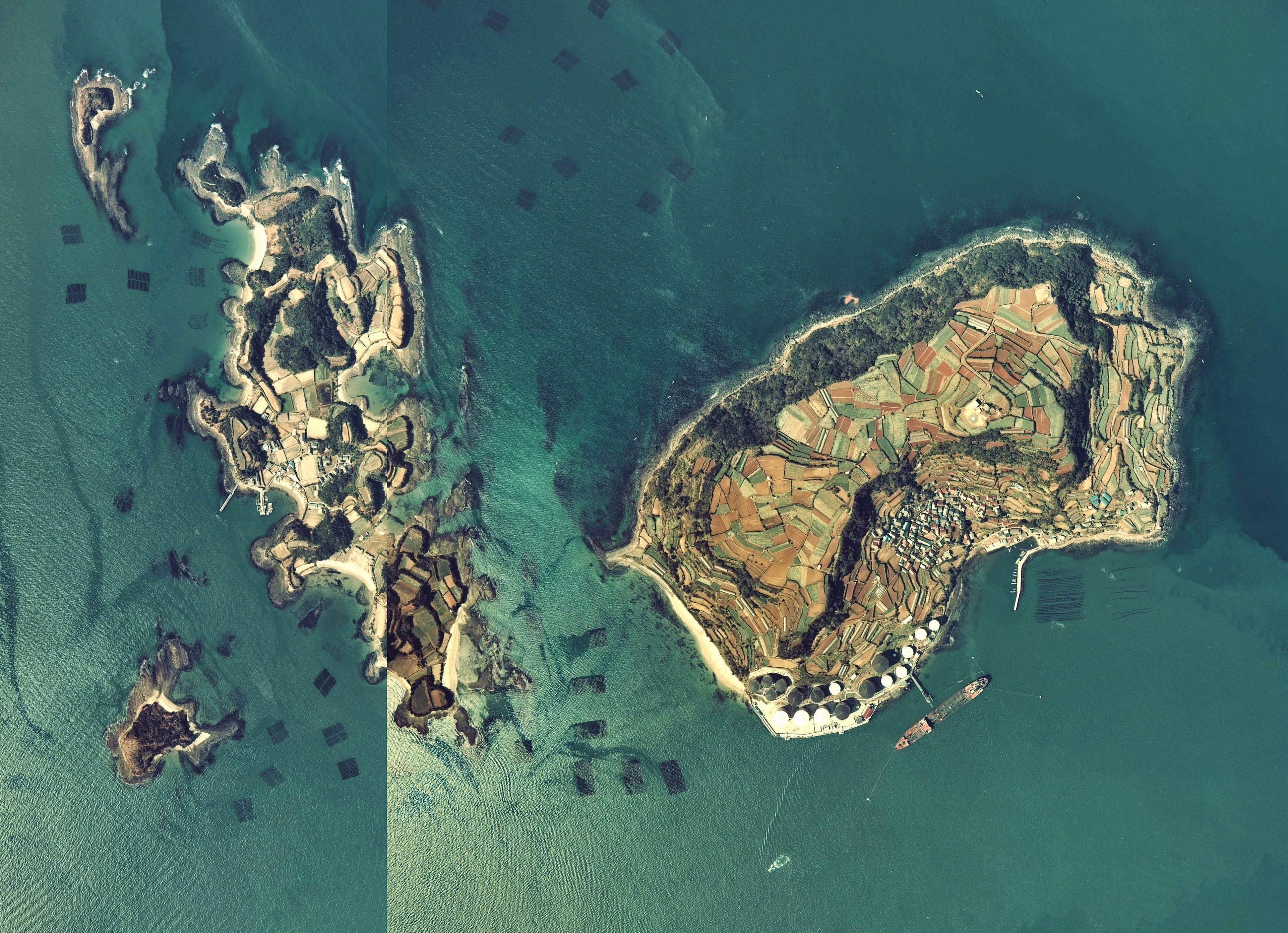
오른쪽에 보이는 섬이 무쓰레섬이다.

무쓰레섬(일본어: 六連島 무쓰레지마[*])은 일본 야마구치현 시모노세키시 히비키나다 제도에 위치한 섬이다. 히코섬 북서쪽으로 약 5 km 떨어진 곳에 있으며, 용암 대지의 섬이다. 무쓰레시마 등대가 섬 내에 있다.